# شهرستان بندر لنگه
شهرستان بندر لنگه یکی از شهرستان‌های استان هرمزگان ایران است. مرکز این شهرستان، شهر بندر لنگه است. مردم شهرستان بندر لنگه از نژاد اچمی هستند و به زبان اچمی سخن میگویند و دین و مذهب آنها اسلام، اهل سنت و جماعت، شافعی است.

## جغرافیا

### موقعیت جغرافیایی
شهرستان بندر لنگه از شمال با شهرستان بستک، از شرق با شهرستان خمیر، از غرب با شهرستان پارسیان و از جنوب با خلیج فارس همسایه است.

### خطوط طول و عرض
براساس اطلاعات موجود در ۵۴ درجه و ۳۰ دقیقه طول شرقی و در ۲۶ درجه و ۱۸ دقیقه عرض شمالی از نصف‌النهار مبدأ واقع شده است.

### فاصله بندر لنگه با شهرهای اطراف
فاصله بندر لنگه تا شهر لار ۲۸۰ کیلومتر و تا بندرعباس ۱۹۲ کیلومتر و تا بوشهر ۴۲۰ کیلومتر و تا شهر بستک ۱۷۰ کیلومتر است. هوای شهر بندر لنگه مانند سایر شهرهای ساحلی مرطوب و در تابستان گرم است.

## جانوران و پرندگان
در کوه‌های اطراف بندرلنگه حیوانات و پرندگان مختلفی وجود دارند مانند: آهو، روباه، گرگ، شغال، جوجه‌تیغی و کفتار. از پرندگان مانند: کبک، شاهین، و قُمری و بلبل و تیهو غیره از پرندگان کوهی و صحرائی.

## پوشش گیاهی
بیشتر زمین‌های شهرستان بندرلنگه دارای قابلیت مرتعی است و مناسب‌ترین اراضی جهت استفاده‌های مرتعی و برداشت علوفه محسوب می‌شوند.
در اطراف لنگه درختان بزرگ و تنومندی وجود دارد مانند: کُنار، کُور و سمر، سَلَم و غیره، در زمان قدیم مردمان لنگه از هیزم این درختان برای پخت و پز و برای تدفئه خانه‌های خود استفاده می‌کرده‌اند.

## تقسیمات کشوری
شهرستان بندر لنگه شامل ۴ بخش، ۸ دهستان و ۵ شهر به نام‌های زیر است:

### شهرستان بندر لنگه
| بخش    | مرکز بخش  | جمعیت بخش ۱۳۹۵ | نام دهستان | مرکز دهستان | جمعیت دهستان ۱۳۹۵ | شهر                | جمعیت شهر ۱۳۹۵        |
| ------ | --------- | -------------- | ---------- | ----------- | ----------------- | ------------------ | --------------------- |
| مرکزی  | بندر لنگه | ۷۹٬۱۲۵ نفر     | مغویه      | مغویه       | ۱۶٬۸۰۳ نفر        | بندر لنگه بندر کنگ | ۳۰٬۴۳۵ نفر ۱۹٬۲۱۳ نفر |
| مرکزی  | بندر لنگه | ۷۹٬۱۲۵ نفر     | حومه       | گزیر        | ۱۲٬۶۷۴ نفر        | بندر لنگه بندر کنگ | ۳۰٬۴۳۵ نفر ۱۹٬۲۱۳ نفر |
| کیش    | کیش       | ۴۱٬۲۵۸ نفر     | لاوان      | لاوان       | ۱٬۲۱۴ نفر         | کیش                | ۳۹٬۸۵۳ نفر            |
| کیش    | کیش       | ۴۱٬۲۵۸ نفر     | کیش        | کیش         | ۱۹۱ نفر           | کیش                | ۳۹٬۸۵۳ نفر            |
| مهران  | لمزان     | ۲۰٬۳۲۱ نفر     | مهران      | پدل         | ۱۰٬۳۰۴ نفر        | لمزان              | ۲٬۷۴۵ نفر             |
| مهران  | لمزان     | ۲۰٬۳۲۱ نفر     | دژگان      | دژگان       | ۷٬۲۷۲ نفر         | لمزان              | ۲٬۷۴۵ نفر             |
| شیبکوه | بندر چارک | ۱۸٬۶۴۵ نفر     | مقام       | بندر مقام   | ۸٬۸۱۴ نفر         | بندر چارک          | ۴٬۰۶۶ نفر             |
| شیبکوه | بندر چارک | ۱۸٬۶۴۵ نفر     | بندر چارک  | بندر چارک   | ۵٬۷۶۵ نفر         | بندر چارک          | ۴٬۰۶۶ نفر             |

## جمعیت
بر پایه سرشماری عمومی نفوس و مسکن در سال ۱۳۹۵، جمعیت شهرستان بندر لنگه برابر با ۱۵۹٬۳۵۸ نفر بوده است.